# Tiffauges
Tiffauges är en kommun i departementet Vendée i regionen Pays de la Loire i västra Frankrike. Kommunen ligger i kantonen Mortagne-sur-Sèvre som tillhör arrondissementet La Roche-sur-Yon. År 2022 hade Tiffauges 1 556 invånare.

## Befolkningsutveckling
Antalet invånare i kommunen Tiffauges
| Referens: INSEE |